# Teratoscincus przewalskii
Teratoscincus przewalskii är en ödleart som beskrevs av  Strauch 1887. Teratoscincus przewalskii ingår i släktet Teratoscincus och familjen geckoödlor. IUCN kategoriserar arten globalt som livskraftig. Inga underarter finns listade i Catalogue of Life.